# دموع السهارى (مسلسل)
دموع السهارى هو مسلسل تلفزيوني عراقي عرض في عام 1995.

## الممثلون
- محمود أبو العباس
- سهى سالم
- ستار خضير
- وفاء حسين
- عواطف السلمان
- حميد الجمالي
- وجدان الأديب
- أنعام الربيعي
- عادل عباس
- سامي السراج
- صقر فهد
- خليل إبراهيم
- عبد الجبار الشرقاوي
- فارس عجام
- محمد هاشم
- شهاب أحمد
- طلال القيسي
- مناف طالب
- ناظم زاهي
- فلاح حسن
- حكمت القيسي
- إبراهيم لفته